# 卡爾加雷區
50°52′48″N 58°09′00″E / 50.88000°N 58.15000°E

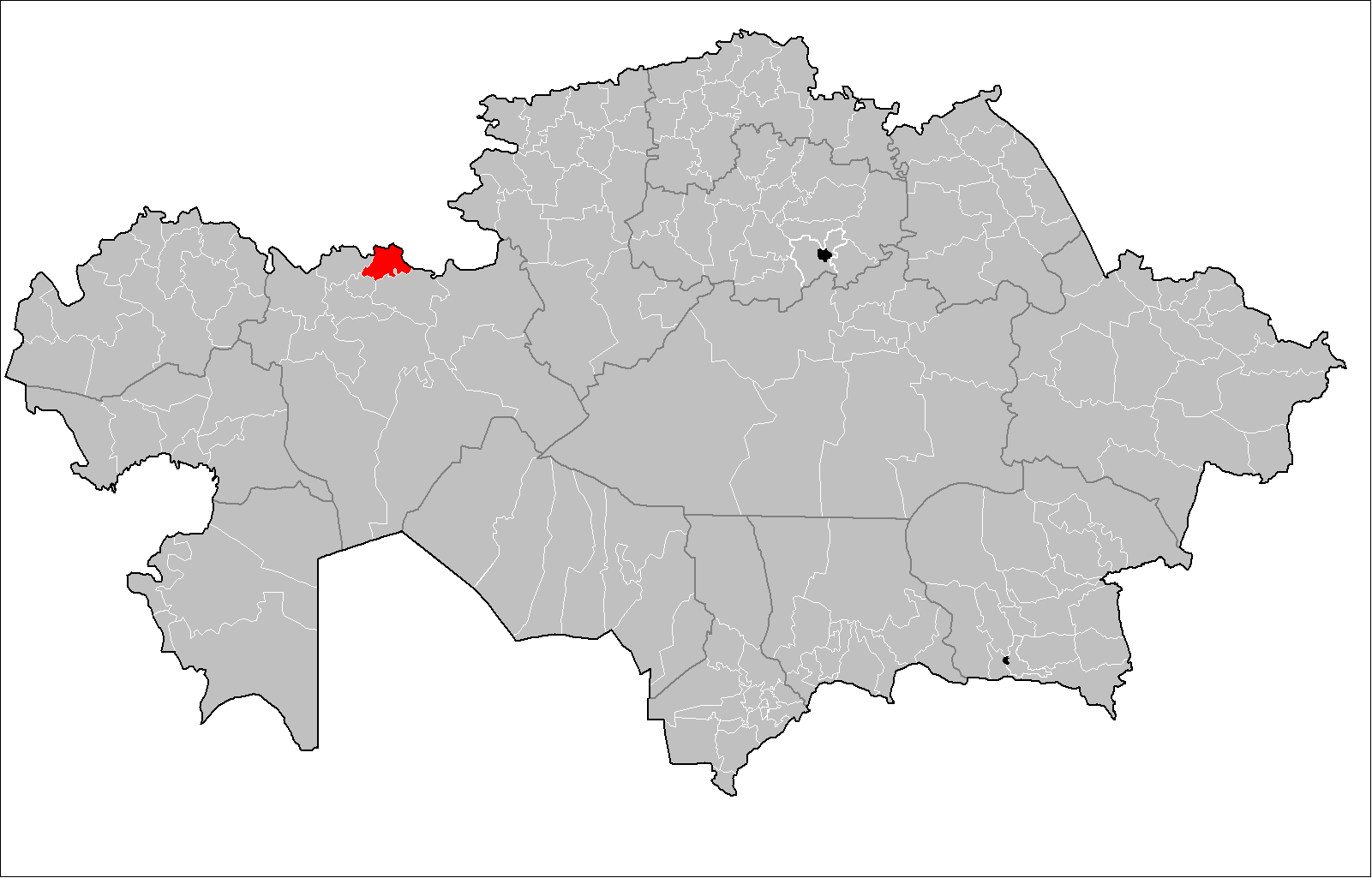

卡爾加雷區是哈薩克斯坦的行政區，位於該國中西部，由阿克托貝州負責管轄，首府設於巴塔姆申斯基，始建於1934年，面積5,000平方公里，2019年人口17,107。